# Grand Prix Maďarska 2007
XXIII Magyar Nagydíj
- 5. srpen 2007
- Okruh Hungaroring
- 70 kol x 4,381 km = 306.663 km
- 779. Grand Prix
- 3. vítězství Lewise Hamiltona
- 154. vítězství pro McLaren
- 194. vítězství pro Velkou Británii
- 70. vítězství pro vůz se startovním číslem 2

## Výsledky
| Pozice | Jezdec               | Vůz              | Čas         |
| ------ | -------------------- | ---------------- | ----------- |
| 1      | Lewis Hamilton       | McLaren MP4/22   | 1h35:52,991 |
| 2      | Kimi Räikkönen       | Ferrari F2007    | á 0:00,715  |
| 3      | Nick Heidfeld        | BMW Sauber F1.07 | á 0:43,129  |
| 4      | Fernando Alonso      | McLaren MP4/22   | á 0:44,858  |
| 5      | Robert Kubica        | BMW Sauber F1.07 | á 0:47,616  |
| 6      | Ralf Schumacher      | Toyota TF107     | á 0:50,669  |
| 7      | Nico Rosberg         | Williams FW29    | á 0:59,139  |
| 8      | Heikki Kovalainen    | Renault R27      | á 1:08,104  |
| 9      | Mark Webber          | Red Bull RB3     | á 1:16,331  |
| 10     | Jarno Trulli         | Toyota TF107     | á 1 kolo    |
| 11     | David Coulthard      | Red Bull RB3     | á 1 kolo    |
| 12     | Giancarlo Fisichella | Renault R27      | á 1 kolo    |
| 13     | Felipe Massa         | Ferrari F2007    | á 1 kolo    |
| 14     | Alexander Wurz       | Williams FW29    | á 1 kolo    |
| 15     | Takuma Sató          | Super Aguri SA07 | á 1 kolo    |
| 16     | Sebastian Vettel     | Toro Rosso STR2  | á 1 kolo    |
| 17     | Adrian Sutil         | Spyker F8-VII    | á 2 kola    |
| 18     | Rubens Barrichello   | Honda RA107      | á 2 kola    |
| Kolo   | Odstoupili           | -                | -           |
| 42     | Vitantonio Liuzzi    | Toro Rosso STR2  |             |
| 41     | Anthony Davidson     | Super Aguri SA07 | Spojka      |
| 35     | Jenson Button        | Honda RA107      |             |
| 4      | Sakon Jamamoto       | Spyker F8-VII    | Nehoda      |

### Nejrychlejší kolo
Kimi Räikkönen - Ferrari F2007- 1:20.047
- 23. nejrychlejší kolo Kimi Räikkönena
- 201. nejrychlejší kolo pro Ferrari
- 51. nejrychlejší kolo pro Finsko
- 75. nejrychlejší kolo pro vůz se startovním číslem 6

### Vedení v závodě
| Kola          | km         | Jezdec         | %    |
| 1. – 70. kolo | 306.663 km | Lewis Hamilton | 100% |
| ------------- | ---------- | -------------- | ---- |

| Lewis Hamilton |
| -------------- |

### Postavení na startu
Lewis Hamilton- McLaren- 1:19.781
- 4. Pole position Lewise Hamiltona
- 130. Pole position pro McLaren
- 185. Pole position pro Velkou Británii
- 83. Pole position pro vůz se startovním číslem 2

- Modře startoval z boxu.
- Žlutě rozhodující čas pro postavení na startu.
- Fialově penalizace za blokování soupeře (Alonso blokoval Hamiltona, Fisichella Jamamota)

| *  | *                                     | *  | *                                     | Kvalifikace III.                      | Kvalifikace II.                       | Kvalifikace I.                        |
| -- | ------------------------------------- | -- | ------------------------------------- | ------------------------------------- | ------------------------------------- | ------------------------------------- |
| 1  | Lewis Hamilton McLaren 1:19.781       |    |                                       | Fernando Alonso McLaren 1:19.674      | Lewis Hamilton McLaren 1:19.301       | Lewis Hamilton McLaren 1:19.570       |
|    |                                       | 2  | Nick Heidfeld BMW 1:20.259            | Lewis Hamilton McLaren 1:19.781       | Fernando Alonso McLaren 1:19.661      | Heikki Kovalainen Renault 1:20.285    |
| 3  | Kimi Räikkönen Ferrari 1:20.410       |    |                                       | Nick Heidfeld BMW 1:20.259            | Jarno Trulli Toyota 1:19.951          | Robert Kubica BMW 1:20.366            |
|    |                                       | 4  | Nico Rosberg Williams 1:20.632        | Kimi Räikkönen Ferrari 1:20.410       | Kimi Räikkönen Ferrari 1:20.107       | Felipe Massa Ferrari 1:20.408         |
| 5  | Ralf Schumacher Toyota 1:20.714       |    |                                       | Nico Rosberg Williams 1:20.632        | Nico Rosberg Williams 1:20.188        | Fernando Alonso McLaren 1:20.425      |
|    |                                       | 6  | Fernando Alonso McLaren 1:19.674      | Ralf Schumacher Toyota 1:20.714       | Nick Heidfeld BMW 1:20.322            | Kimi Räikkönen Ferrari 1:20.435       |
| 7  | Robert Kubica BMW 1:20.876            |    |                                       | Robert Kubica BMW 1:20.876            | Mark Webber Red Bull 1:20.439         | Ralf Schumacher Toyota 1:20.449       |
|    |                                       | 8  | Jarno Trulli Toyota 1:21.206          | Giancarlo Fisichella Renault 1:21.079 | Ralf Schumacher Toyota 1:20.455       | Jarno Trulli Toyota 1:20.481          |
| 9  | Mark Webber Red Bull 1:21.256         |    |                                       | Jarno Trulli Toyota 1:21.206          | Giancarlo Fisichella Renault 1:20.590 | Nico Rosberg Williams 1:20.547        |
|    |                                       | 10 | David Coulthard Red Bull 1:20.718     | Mark Webber Red Bull 1:21.256         | Robert Kubica BMW 1:20.703            | Nick Heidfeld BMW 1:20.751            |
| 11 | Heikki Kovalainen Renault 1:20.779    |    |                                       |                                       | David Coulthard Red Bull 1:20.718     | Mark Webber Red Bull 1:20.794         |
|    |                                       | 12 | Alexander Wurz Williams 1:20.865      |                                       | Heikki Kovalainen Renault 1:20.779    | Anthony Davidson Super Aguri 1:21.018 |
| 13 | Giancarlo Fisichella Renault 1:21.079 |    |                                       |                                       | Alexander Wurz Williams 1:20.865      | Alexander Wurz Williams 1:21.243      |
|    |                                       | 14 | Felipe Massa Ferrari 1:21.021         |                                       | Felipe Massa Ferrari 1:21.021         | David Coulthard Red Bull 1:21.291     |
| 15 | Anthony Davidson Super Aguri 1:21.127 |    |                                       |                                       | Anthony Davidson Super Aguri 1:21.127 | Giancarlo Fisichella Renault 1:21.645 |
|    |                                       | 16 | Vitantonio Liuzzi Toro Rosso 1:21.993 |                                       | Vitantonio Liuzzi Toro Rosso 1:21.993 | Vitantonio Liuzzi Toro Rosso 1:21.730 |
| 17 | Jenson Button Honda 1:21.737          |    |                                       |                                       |                                       | Jenson Button Honda 1:21.737          |
|    |                                       | 18 | Rubens Barrichello Honda 1:21.877     |                                       |                                       | Rubens Barrichello Honda 1:21.877     |
| 19 | Takuma Sató Super Aguri 1:22.143      |    |                                       |                                       |                                       | Takuma Sató Super Aguri 1:22.143      |
|    |                                       | 20 | Sebastian Vettel Toro Rosso 1:22.177  |                                       |                                       | Sebastian Vettel Toro Rosso 1:22.177  |
| 21 | Adrian Sutil Spyker 1:22.737          |    |                                       |                                       |                                       | Adrian Sutil Spyker 1:22.737          |
|    |                                       | 22 | Sakon Jamamoto Spyker 1:23.774        |                                       |                                       | Sakon Jamamoto Spyker 1:23.774        |

### Sobotní tréninky
| 1  | Felipe Massa Ferrari 1:20.183         | 2  | Fernando Alonso McLaren 1:20.414      |
| 3  | Lewis Hamilton McLaren 1:20.461       | 4  | Nick Heidfeld BMW 1:20.565            |
| 5  | Kimi Räikkönen Ferrari 1:20.741       | 6  | Nico Rosberg Williams 1:20.868        |
| 7  | Jarno Trulli Toyota 1:20.878          | 8  | Ralf Schumacher Toyota 1:20.933       |
| 9  | Mark Webber Red Bull 1:21.220         | 10 | Alexander Wurz Williams 1:21.323      |
| 11 | Anthony Davidson Super Aguri 1:21.501 | 12 | Robert Kubica BMW 1:21.666            |
| 13 | Heikki Kovalainen Renault 1:21.666    | 14 | David Coulthard Red Bull 1:21.752     |
| 15 | Takuma Sató Super Aguri 1:21.839      | 16 | Vitantonio Liuzzi Toro Rosso 1:21.909 |
| 17 | Giancarlo Fisichella Renault 1:22.131 | 18 | Jenson Button Honda 1:22.202          |
| 19 | Sebastian Vettel Toro Rosso 1:22.394  | 20 | Rubens Barrichello Honda 1:22.596     |
| 21 | Adrian Sutil Spyker 1:23.560          | 22 | Sakon Jamamoto Spyker 1:24.062        |

### Páteční tréninky
| *  | I. Trénink                            | *  | II. Trénink                           |
| -- | ------------------------------------- | -- | ------------------------------------- |
| 1  | Robert Kubica BMW 1:22.390            | 1  | Fernando Alonso McLaren 1:20.919      |
| 2  | Felipe Massa Ferrari 1:22.519         | 2  | Heikki Kovalainen Renault 1:21.283    |
| 3  | Kimi Räikkönen Ferrari 1:22.540       | 3  | Lewis Hamilton McLaren 1:21.338       |
| 4  | Fernando Alonso McLaren 1:22.585      | 4  | Nico Rosberg Williams 1:21.485        |
| 5  | Lewis Hamilton McLaren 1:22.654       | 5  | Nick Heidfeld BMW 1:21.517            |
| 6  | Nick Heidfeld BMW 1:22.891            | 6  | Kimi Räikkönen Ferrari 1:21.589       |
| 7  | Nico Rosberg Williams 1:22.983        | 7  | Felipe Massa Ferrari 1:21.620         |
| 8  | Jenson Button Honda 1:23.294          | 8  | Giancarlo Fisichella Renault 1:21.698 |
| 9  | Rubens Barrichello Honda 1:23.601     | 9  | Jarno Trulli Toyota 1:21.857          |
| 10 | Ralf Schumacher Toyota 1:23.802       | 10 | Robert Kubica BMW 1:21.906            |
| 11 | Anthony Davidson Super Aguri 1:24.102 | 11 | Ralf Schumacher Toyota 1:21.912       |
| 12 | Jarno Trulli Toyota 1:24.318          | 12 | Alexander Wurz Williams 1:21.906      |
| 13 | Alexander Wurz Williams 1:24.321      | 13 | Mark Webber Red Bull 1:22.325         |
| 14 | David Coulthard Red Bull 1:24.474     | 14 | David Coulthard Red Bull 1:22.483     |
| 15 | Heikki Kovalainen Renault 1:24.733    | 15 | Anthony Davidson Super Aguri 1:22.510 |
| 16 | Sebastian Vettel Toro Rosso 1:24.905  | 16 | Jenson Button Honda 1:22.550          |
| 17 | Giancarlo Fisichella Renault 1:24.920 | 17 | Takuma Sató Super Aguri 1:22.556      |
| 18 | Vitantonio Liuzzi Toro Rosso 1:24.976 | 18 | Rubens Barrichello Honda 1:22.727     |
| 19 | Takuma Sató Super Aguri 1:25.307      | 19 | Vitantonio Liuzzi Toro Rosso 1:23.136 |
| 20 | Mark Webber Red Bull 1:25.584         | 20 | Sebastian Vettel Toro Rosso 1:23.148  |
| 21 | Adrian Sutil Spyker 1:26.332          | 21 | Adrian Sutil Spyker 1:23.673          |
| 22 | Sakon Jamamoto Spyker 1:28.118        | 22 | Sakon Jamamoto Spyker 1:26.307        |

### Zajímavosti
- BMW překonal hranici 100 bodů

| Pole position      | Vítězství          | Nej. kolo      |
| Spojené království | Spojené království | Finsko         |
| Lewis Hamilton     | Lewis Hamilton     | Kimi Räikkönen |
| McLaren MP4/22     | McLaren MP4/22     | Ferrari F2007  |
| 1'19.781           | 1:35:52,991        | 1:20,047       |
| 197,686 km/h       | 191,898 km/h       | 197,029 km/h   |
| ------------------ | ------------------ | -------------- |

### Stav MS
| *  | Jezdec               | Body |
| -- | -------------------- | ---- |
| 1  | Lewis Hamilton       | 80   |
| 2  | Fernando Alonso      | 73   |
| 3  | Kimi Räikkönen       | 60   |
| 4  | Felipe Massa         | 59   |
| 5  | Nick Heidfeld        | 42   |
| 6  | Robert Kubica        | 28   |
| 7  | Giancarlo Fisichella | 17   |
| 8  | Heikki Kovalainen    | 16   |
| 9  | Alexander Wurz       | 13   |
| 10 | David Coulthard      | 8    |
| 10 | Mark Webber          | 8    |
| 12 | Jarno Trulli         | 7    |
| 13 | Nico Rosberg         | 7    |
| 14 | Ralf Schumacher      | 5    |
| 15 | Takuma Sató          | 4    |
| 16 | Jenson Button        | 1    |
| 17 | Sebastian Vettel     | 1    |

| * | Vůz         | Body |
| - | ----------- | ---- |
| 1 | McLaren     | 138  |
| 2 | Ferrari     | 119  |
| 3 | BMW         | 71   |
| 4 | Renault     | 33   |
| 5 | Williams    | 20   |
| 6 | Red Bull    | 16   |
| 7 | Toyota      | 12   |
| 8 | Super Aguri | 4    |
| 9 | Honda       | 1    |

| *  | Stát           | Body |
| -- | -------------- | ---- |
| 1  | Velká Británie | 89   |
| 2  | Finsko         | 76   |
| 3  | Španělsko      | 73   |
| 4  | Brazílie       | 59   |
| 5  | Německo        | 55   |
| 6  | Polsko         | 28   |
| 7  | Itálie         | 24   |
| 8  | Rakousko       | 13   |
| 9  | Austrálie      | 8    |
| 10 | Japonsko       | 4    |